# 二硒化钠
二硒化钠是一种无机化合物，化学式为Na2Se2。它可用于合成有机二硒化物。

## 制备及性质
二硒化钠可由联氨在氢氧化钠溶液中还原硒得到。以硼氢化钠为还原剂也能得到二硒化钠，但在不同的反应条件下也会生成NaHSe或硒代硼氢化物物种。硒和氢化钠反应，根据化学计量比的不同，可以产生硒化钠或二硒化钠。
在液氨中，二硒化钠可以发生歧化反应：
2 Na2Se2 ⇌ Na2Se + Na2Se3
它和卤代烃反应，可以得到有机二硒化物：
Na2Se2 + 2 RBr → R-SeSe-R + 2 NaBr